# André Goustat
André Goustat, né le 18 mai 1935 à Mauzac-et-Saint-Meyme-de-Rozens (Dordogne) et mort le 27 juillet 2016 à Bergerac, est un homme politique français. Il a occupé plusieurs mandats locaux et cofondé le parti politique Chasse, pêche, nature et traditions (CPNT).

## Biographie
André Goustat nait en Dordogne le 18 mai 1935 à Mauzac-et-Saint-Meyme-de-Rozens.
André Goustat est maire de Mauzac-et-Saint-Meyme-de-Rozens de 1971 à 1972, puis de la nouvelle commune de Mauzac-et-Grand-Castang de 1973 à 2007, vice-président du conseil régional d'Aquitaine de 1992 à 1998, conseiller régional de 1992 à 2004.
Avec Jean Saint-Josse, il fonde en 1989 le parti Chasse, pêche, nature et traditions (CPNT), qu'il préside jusqu'en 1998. À la tête de la liste du parti aux élections européennes de 1994, il obtient 4,0 % des suffrages. 
Accusé de détournement de fonds publics et d'abus de confiance au détriment de la fédération de chasse de la Dordogne et au profit de CPNT, il est condamné en 2005 à dix mois de prison avec sursis, à une amende de 3 000 euros et dix ans d'inéligibilité.
Il meurt le 27 juillet 2016 à Bergerac.